# Stade du Lac de Maine
 (avril 2025).
Le stade du Lac de Maine est un stade d'athlétisme et de football situé à Angers dans le quartier du Lac de Maine.

## Description
Le stade du Lac de Maine comprend un certain nombre d'équipements : 
- Quatre terrains de football,
- Un terrain de hockey synthétique,
- Un terrain de rugby engazonné,
- Une piste d'athlétisme de 400 m et 8 couloirs,
- Une piste de saut en longueur comprenant 2 fosses de réception.

## Athlétisme

### Championnats de France
Le stade du Lac de Maine a accueilli les Championnats de France 2005, 2009, 2012, 2016, 2021 et 2024.

### DécaNation
Le stade du Lac de Maine a accueilli le DécaNation deux fois :
- en 2014, le 30 août 2014
- en 2017, le 9 septembre 2017

## Galerie

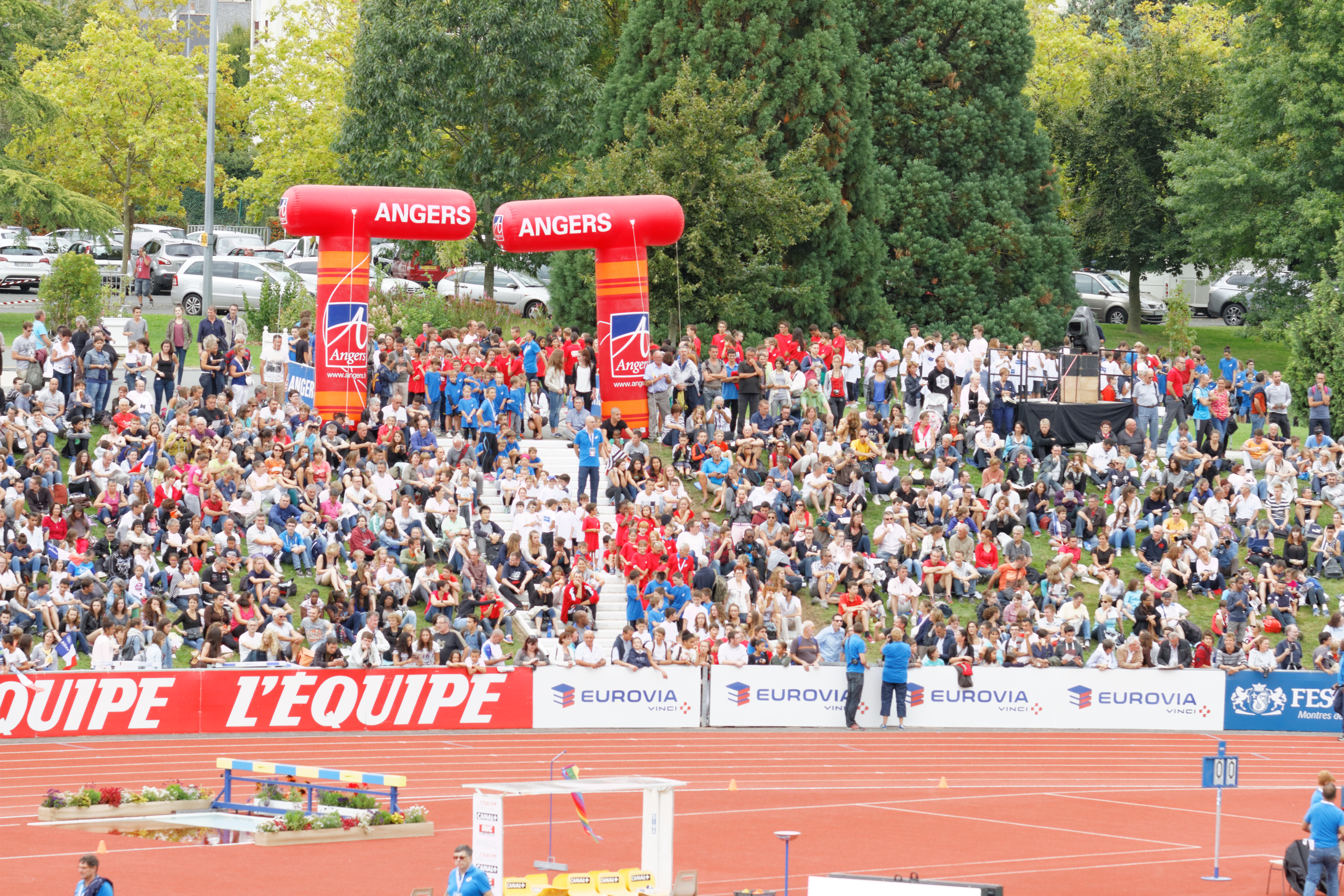
2014 DécaNation
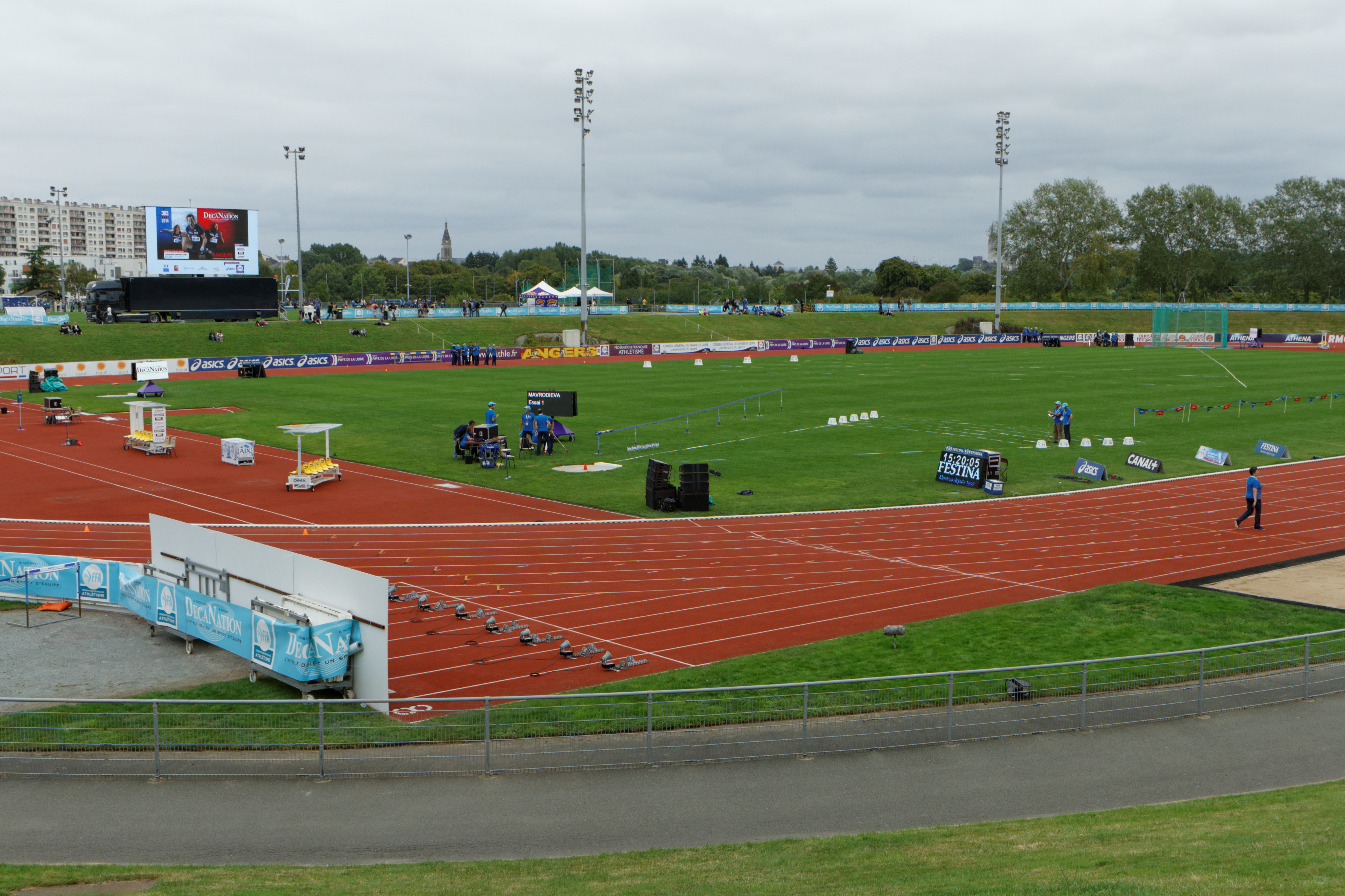
2014 DécaNation